# Esine
Esine är en ort och kommun i provinsen Brescia i regionen Lombardiet i Italien. Kommunen hade 5 224 invånare (2018).